# Арктотека
Арктотека, или Берложник (лат. Arctotheca; от др.-греч. ἄρκτος, arktos — медведь и θήκη, theke — вместилище), — род травянистых растений семейства Астровые (Asteraceae), распространённый в Южной Африке.

## Ботаническое описание
Многолетние, реже однолетние травянистые растения, высотой (4) 8—20 (30) см и выше. Стебли от полегающих или стелющихся до почти прямостоячих.
Листья прикорневые (собраны в розетку) и стеблевые (очерёдные); черешковые; в целом обратнояйцевидные, обычно от перисто-надрезанных до перисто-рассечённых (от лировидных до струговидных), реже цельные, снизу беловато-шерстистые.
Корзинки многоцветковые, одиночные, на ножке, верхушечные или пазушные. Обёртки от полушаровидных до колокольчатых. Цветоложе плоское, ячеистое или гладкое. Краевые цветки бесполые, желтые или голубоватые. Дисковые цветки обоеполые, желтые, пурпурные или коричневатые. Завязь обратнояйцевидная или цилиндрическая. Пыльники линейные, стреловидные в основании, с яйцевидным придатком. Столбик вальковатый, сверху утолщённый, 2-раздельный. Семянки обратнояйцевидные или призматические, войлочные (отсюда название рода) или голые; хохолок из мелких чешуек или отсутствует. Числа хромосом: x=9, 2n=18.

## Виды
Род включает 5 видов:
- Arctotheca calendula (L.) Levyns — Арктотека ноготковая
- Arctotheca forbesiana K.Lewin
- Arctotheca marginata Beyers
- Arctotheca populifolia (P.J.Bergius) Norl.
- Arctotheca prostrata (Salisb.) Britten